# Hans Kaarstein
Hans Kaarstein, född 16 januari 1916 i Gjerstad i Nedenes amt, död 1975, var en norsk-svensk arkitekt. 
Kaarstein som var son till sågbruksägare Olav Kaarstein och Ingebjørg Dale, avlade studentexamen 1938, utexaminerades från Norges tekniske høgskole i Trondheim 1944 och blev Master of City Planning vid Massachusetts Institute of Technology i Cambridge, Massachusetts, 1950. Han anställdes som arkitekt på Brente steders regulerings huvudkontor i Oslo 1945, hos staden Seattles planeringskommitté 1949, hos AB Vattenbyggnadsbyrån i Göteborg 1951 och var regleringsarkitekt på regionplanekontoret i Göteborg från 1954.